# Bull-E
Bull-E (рус. Хулигань-Ё) — двадцать первый эпизод двадцать шестого сезона мультсериала «Симпсоны». Выпущен 10 мая 2015 года в США на телеканале «FOX».

## Сюжет
Барт не в восторге от того, что поедет на свои первые школьные танцы. На танцах девочка из пятого класса впечатлена Бартом и приглашает его потанцевать. После танцев, Барт выигрывает кубок лучшего танцора и пятиклассница просит с ним встретиться на улице. Однако, на выходе из школы Джимбо, Дольф и Керни изрядно издеваются над Бартом и ломают его кубок лучшего танцора, заставив тем самым разорвать отношения с его девочкой.
Когда Барт рассказывает Мардж об этом происшествии, она отправляется на заседание городского совета и говорит, что пора прижать хулиганов, заставить их плакать, тыкать в них пальцем и смеяться над ними. Законопроект принимается почти единогласно.
На следующий день, шеф Виггам начинает законно арестовывать хулиганов, таких как Джимбо, Дольф и Керни, после того как они попытались украсть сани у Барта и Милхауса. Виггам начинает расстраивать всех, кто лжёт и обвиняется в издевательствах (включая своего коллегу Лу за то, что он не позволил ему украсть его обед).
Вскоре Гомера, который злоупотреблял новым законом, тоже арестовывают, когда Род и Тодд Фландерсы становятся сытыми по горло тем, как Гомер относится к Неду. Гомера приговорили к 90 дням психиатрического лечения. В конце лечения он имеет прозрение, что он жесток к Неду, потому что его сосед лучше Гомера во всём, что он делает. Гомер становится «образцом» реформы, которого все поздравляют. Однако Нед не принимает эту нелепую логику и прямо говорит Гомеру, что не прощает его прошлые проступки.
Обезумевший Гомер просит прощения, от которых Нед несколько раз отказывается. Когда Гомер неуклонно стоит на коленях во дворе дома Неда на долгое время, Нед говорит ему, что он всё же прощает своего соседа. Затем Симпсоны и Фландерсы объединяются и идут на всепрощающий обед.